# 赤湾駅
赤湾駅（せきわん-えき）は中華人民共和国深圳市南山区に位置する2号線・5号線の駅。

## 駅構造
島式ホーム1面2線を有する地下駅。ホームドア設置。
| 蛇口線ホーム (B2F) | ←■2号線降車専用ホーム    |
| 蛇口線ホーム (B2F) | 島式ホーム               |
| 蛇口線ホーム (B2F) | ■2号線 蓮塘・小梅沙方面→ |

## 歴史
- 2010年12月28日 - 2号線開業。
- 2019年9月28日 - 5号線開業[1]。

## 隣の駅
■2号線
赤湾駅 - 蛇口港駅
■5号線
赤湾駅 - 荔湾駅